# Himalaya-Streifenhörnchen
Das Himalaya-Streifenhörnchen (Tamiops mcclellandii, Syn.: Tamiops macclellandi) ist eine Hörnchenart aus der Gattung der Baumstreifenhörnchen (Tamiops). Es kommt vom Nordosten Südasiens bis in das nördliche und westliche Myanmar vor.

## Merkmale
Das Himalaya-Streifenhörnchen erreicht eine Kopf-Rumpf-Länge von etwa 10,0 bis 12,5 Zentimetern bei einem Gewicht von etwa 27 bis 51 Gramm. Der Schwanz wird 8,6 bis 12 Zentimeter lang und ist damit etwas kürzer bis etwa gleich lang wie der restliche Körper. Der Hinterfuß wird 27 bis 32 Millimeter lang, die Ohrlänge beträgt 15 bis 22 Millimeter. Das Fell der Tiere ist kurz, die Grundfarbe der Rückenseite ist olivgrün bis ‑gelb. Darauf befinden sich drei braun‑ bis grauschwarze Längsstreifen, die von hellbraunen Streifen getrennt werden. Das mittlere Paar der hellen Streifen ist blass, die äußeren beiden Streifen leuchtend. Unter dem Auge befindet sich ein blasser Streifen, der in den unteren hellen Streifen des Rückens übergeht. Die Bauchseite ist ockerfarben, die Schwanzspitze schwarz.
| 1 | · | 0 | · | 2 | · | 3 | = 22 |
| 1 | · | 0 | · | 1 | · | 3 | = 22 |

Der Schädel hat eine Gesamtlänge von 46 bis 55 Millimeter und entspricht im Aufbau dem anderer Arten der Gattung. Alle Arten der Gattung besitzen im Oberkiefer pro Hälfte einen zu einem Nagezahn ausgebildeten Schneidezahn (Incisivus), dem eine Zahnlücke (Diastema) folgt. Hierauf folgen zwei Prämolare und drei Molare. Im Unterkiefer ist dagegen nur ein Prämolar ausgebildet. Insgesamt verfügen die Tiere damit über ein Gebiss aus 22 Zähnen.

## Verbreitung
Das Himalaya-Streifenhörnchen kommt im östlichen Himalaya vom östlichen Nepal und Bhutan bis Arunachal Pradesh, sowie in verschiedenen anderen bergigen Gebieten in den indischen Bundesstaaten Assam, Manipur, Mizoram, Nagaland und Sikkim und in Myanmar westlich des Irrawaddy vor. Die Höhenverbreitung reicht in Nepal bis etwa 1500 Meter.

## Lebensweise
Das Himalaya-Streifenhörnchen lebt in der Regel in hohen Bäumen in tropischen bis subtropischen Wäldern in den Höhenlagen, es kommt aber auch in Obstbeständen vor. Die Tiere können sowohl einzeln, als auch als Pärchen oder in kleinen Gruppen angetroffen werden, dabei leben sie vor allem an Baumstämmen und nur sehr selten auf dem Boden. An den Baumstämmen dienen die Rückenstreifen den Tieren als Tarnung auf der Baumrinde. Bei Störungen legen sich die Tiere entsprechend flach auf den Baumstamm, außerdem verstecken sie sich in Baumhöhlen. Bei ihrer Fortbewegung auf den Baumstämmen wechseln sich rasche Läufe und Verharrungen mit ausgestrecktem Schwanz ab, zudem laufen sie rasch über die Bäume und Äste und können auch große Sprünge machen.
Die Hörnchen ernähren sich vor allem von Insekten sowie von Samen und anderen Pflanzenteilen, darunter auch Mistelzweigen Die Kommunikation erfolgt durch harsche „chick“-Laute.
In größten Teil des Verbreitungsgebietes kommt die Art sympatrisch mit dem Orangebauch-Himalayahörnchen (Dremomys lokriah) vor.

## Systematik
Das Himalaya-Streifenhörnchen wird als eigenständige Art innerhalb der Gattung der Baumstreifenhörnchen (Tamiops) eingeordnet, die aus sechs Arten besteht. Die wissenschaftliche Erstbeschreibung stammt von Thomas Horsfield aus dem Jahr 1840, der die Art anhand von Individuen aus Assam in Indien beschrieb.
Innerhalb der Art wurden einschließlich der Nominatform sechs Unterarten unterschieden:
- Tamiops mcclellandii mcclellandii: Nominatform, im Norden Indiens und Myanmars sowie in der chinesischen Provinz Xizang. Der mittlere Streifen ist schwarz und etwa vier Millimeter breit. Er reicht vom Nacken bis zum Schwanzansatz, die beiden dunklen Seitenstreifen beginnen an der Schulter und reichen ebenfalls bis zum Schwanzansatz. Die hellen Seitenstreifen sind hell gelbbraun gefärbt und reichen von der Schnauze unter den Augen und Ohren entlang über die gesamte Körperseite. Die Bauchfärbung ist ebenfalls gelbbraun ohne Rotanteile.
- Tamiops mcclellandii barbei: im südlichen Myanmar. Die Rückenfarbe ist rötlich bis rötlich-orange, der Bauch zimt- bis rostrot.
- Tamiops mcclellandii collinus im nordöstlichen Thailand sowie in den angrenzenden Gebieten in Myanmar, Laos, Kambodscha und dem südlichen China in der Provinz Yunnan. Diese Form ist deutlicher gestreift als die Nominatform und Tamiops m. inconstans, weniger rot als Tamiops m. barbei, dunkler als Tamiops m. kongensis und auf der Bauchseite mehr orange bis gelb als Tamiops m. leucotis.
- Tamiops mcclellandii inconstans im extremen Norden Vietnams und im südlichen China in der Provinz Yunnan. Die Streifung auf der Rückenseite ist undeutlich, die Bauchseite ist gelblich bis orangefarben.
- Tamiops mcclellandii kongensis im westlichen und nördlichen Thailand. Die Form ist etwas blasser als Tamiops m. barbei, die Grundfärbung ist eher hellgrau und weniger orange-rötlich als bei Tamiops m. leucotis. Die hellen Rückenstreifen sind blass sandgelb und die Bauchfärbung ist ockerfarben-sandbraun.
- Tamiops mcclellandii leucotis im südlichen Thailand und der Halbinsel Malaysia. Die Form ist nicht so rot wie Tamiops m. barbei und bauchseits gelblicher.

Im Oktober 2024 wurde Tamiops m. barbei als eigenständige Art vom Himalaya-Streifenhörnchen getrennt und alle östlich des Irrawaddy lebenden Unterarten und Populationen wurden Tamiops barbei zugeordnet. Beide Arten zeigen deutliche Unterschiede in der mitochondrialen und Kern-DNA, in der Morphometrie von Schädel und Penisknochen, sowie einen unterschiedlichen Paarungsruf.

## Status, Bedrohung und Schutz
Das Himalaya-Streifenhörnchen wird von der International Union for Conservation of Nature and Natural Resources (IUCN) als nicht gefährdet (Least concern) eingeordnet. Begründet wird dies durch das große Verbreitungsgebiet und das angenommene häufige Vorkommen der Art sowie das Vorkommen in mehreren geschützten Gebieten; zudem ist die Art sehr anpassungsfähig gegenüber Lebensraumveränderungen. Potenzielle bestandsgefährdende Gefahren für diese Art bestehen nicht, allerdings stellen die Lebensraumveränderung mit Waldbränden und zunehmender Fragmentierung zu landwirtschaftlichen Nutzflächen sowie die Bejagung als Fleisch- und Pelzquelle lokale Gefährdungsursachen in Südasien dar.

## Belege
1. 1 2 3 4 5  Robert S. Hoffmann, Andrew T. Smith: Himalayan Striped Squirrel. In: Andrew T. Smith, Yan Xie: A Guide to the Mammals of China. Princeton University Press, Princeton NJ 2008, ISBN 978-0-691-09984-2, S. 188–189.
2. 1 2 3 4  Richard W. Thorington Jr., John L. Koprowski, Michael A. Steele: Squirrels of the World. Johns Hopkins University Press, Baltimore MD 2012; S. 196–197. ISBN 978-1-4214-0469-1
3. ↑  Robert S. Hoffmann, Andrew T. Smith: Genus Tamiops. In: Andrew T. Smith, Yan Xie: A Guide to the Mammals of China. Princeton University Press, Princeton NJ 2008, ISBN 978-0-691-09984-2, S. 187 ff.
4. 1 2  Arlo Hinckley, Jesús E. Maldonado, Noriko Tamura, Jennifer A. Leonard and Melissa T. R. Hawkins. 2024. Lost in Synonymy: Integrative Species Delimitation reveals Two unrecognized Species of Southern Asian Tree Squirrels (Rodentia: Sciuridae: Callosciurinae). Vertebrate Zoology. 74: 683-707. DOI: 10.3897/vz.74.e133467
5. 1 2 3  Tamiops macclellandii in der Roten Liste gefährdeter Arten der IUCN 2014.2. Eingestellt von: J.W. Duckworth, S.D. Lunde, S. Molur, 2008. Abgerufen am 22. Dezember 2014.
6. 1 2  Tamiops mcclellandii In: Don E. Wilson, DeeAnn M. Reeder (Hrsg.): Mammal Species of the World. A taxonomic and geographic Reference. 2 Bände. 3. Auflage. Johns Hopkins University Press, Baltimore MD 2005, ISBN 0-8018-8221-4.